# Hobovše pri Stari Oselici
Hobovše pri Stari Oselici este o localitate din comuna Gorenja vas - Poljane, Slovenia, cu o populație de 61 de locuitori.